# Mileva Marić

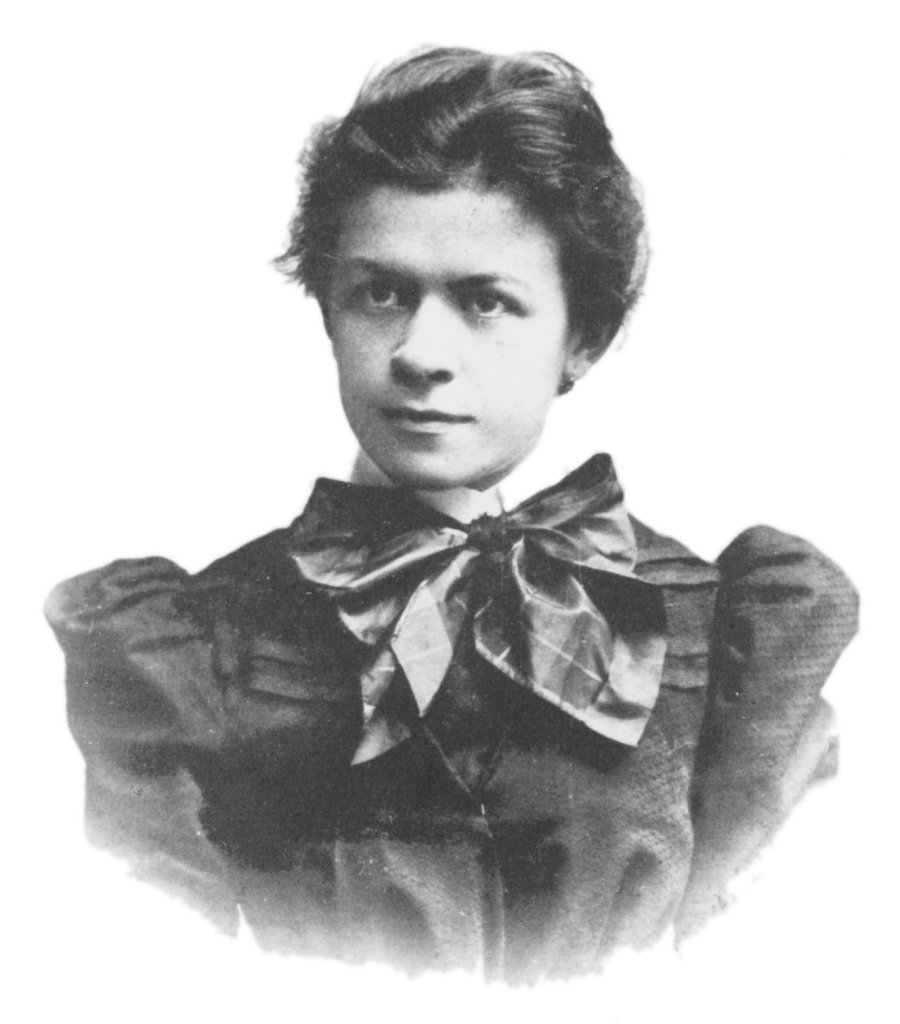
Mileva (Marić) Einstein

Mileva Marić (Servisch: Милева Марић) (Titel, 19 december 1875 - Zürich, 4 augustus 1948) was een Servische hoogbegaafde wis- en natuurkundige die in 1903 met Paul Habicht een apparaat ontwikkelde waarmee zwakke elektrische stroom kan worden gemeten. Ze leerde op de Polytechnische Universiteit Zürich Albert Einstein kennen, met wie ze de eerste wetenschappelijke bouwstenen legde voor de relativiteitstheorie. Later trouwde ze met hem en kreeg ze drie kinderen. Ze wordt gezien als een van de vrouwelijke wetenschappers in de schaduw van een mannelijke Nobelprijsdrager, hoewel er op basis van de beschikbare bronnen vermoedelijk geen sprake was van een grote impact van haar op de ontwikkeling van de relativiteitstheorie.

## Biografie
Mileva Marić werd in 1875 geboren in Titel (Servië). Ze blonk uit op het gymnasium en werd in 1896 als vijfde vrouwelijke studente toegelaten aan de technische universiteit (ETH) van Zürich. Albert Einstein studeerde daar ook en was een van haar jaargenoten, zij was de enige vrouwelijke studente in de jaargang. Marić en Einstein studeerden samen en Einstein raakte geïnteresseerd in de wetenschappelijke ideeën van Marić. Ze werden verliefd op elkaar, kregen een relatie en Marić werd zwanger. Omdat zwangerschap buiten een huwelijk in die tijd in die cultuur een schande was, er nog geen inkomen was om te trouwen en Einstein ervoor koos verder te studeren, was Marić gedwongen terug te gaan naar haar ouders in Servië, waar in 1902 een dochtertje Lieserl, doopnaam Elisabeth, geboren werd. De baby werd voor adoptie afgestaan en overleed kort nadat zij gedoopt was. Einstein was niet aanwezig bij de geboorte en ook niet bij de begrafenis van het kind, omdat zijn vader in dezelfde periode ernstig ziek werd en kort daarna stierf.
Marić trouwde met Einstein op 6 januari 1903. Het huwelijk was zowel een persoonlijke als een intellectuele verbintenis: ze vonden bij elkaar een klankbord voor nieuwe wetenschappelijke theorieën en ideeën. In 1904 werd hun eerste zoon Hans Albert geboren in Bern waar Einstein toen werkte als klerk bij het Patentbureau. Zes jaar later, in 1910 werd hun tweede zoon Eduard geboren en moest Marić stoppen met werken, zoals de norm was in de belle époque. Einstein begon in 1912 een relatie met zijn nichtje Elsa Löwenthal (geboren Einstein: Löwenthal was de achternaam van haar eerste man Max). Zij was zijn volle nicht langs moederskant en 2e nicht langs vaderskant. In 1914 verhuisde het gezin Einstein naar Berlijn waar Albert een baan kreeg bij een wetenschappelijk instituut. Het huwelijk verslechterde en Marić verhuisde met de kinderen terug naar Zwitserland. Het paar scheidde op 14 februari 1919. Einstein hertrouwde een halfjaar later, op 2 juni 1919, met Löwenthal.
Toen Einstein in 1921 de Nobelprijs won schonk hij het prijzengeld aan Marić om de echtscheiding wettig te vereffenen en als dank voor Marićs wetenschappelijke bijdrage aan de ontwikkeling van het werk waarvoor Einstein het officieel eerbetoon ten deel viel. Er was weinig contact tussen vader en kinderen. Marić vond dat Einstein onvoldoende bijdroeg aan de kosten voor de behandeling van hun zoon Eduard, die tijdens zijn studie psychologie schizofrenie ontwikkelde en al snel tot niets meer in staat was. Mileva droeg als alleenstaande moeder de verantwoordelijkheid voor Eduard, tot haar overlijden in 1948. Ze gaf privéles in pianospelen en wiskunde om een inkomen te verdienen. Eduard stierf in 1965 in de psychiatrische inrichting Burghölzli in Zürich.
Haar oudste zoon Hans Albert werd hoogleraar hydraulische werktuigbouwkunde aan de Universiteit van Californië - Berkeley. Het contact met zijn vader verbeterde na de oorlog, Hans-Albert zat aan het sterfbed van Albert Einstein.
Mileva Marić stierf in augustus 1948 in Zürich, zij werd 73 jaar.

## Discussie over samenwerking met Einstein
De vraag of (en zo ja, in hoeverre) Marić bijdroeg aan Albert Einstein's vroege werk en de Annus Mirabilis Papers in het bijzonder is een lopend debat. Sommige geschiedkundigen zeggen dat zij niets van wetenschappelijke betekenis bijdroeg, terwijl anderen zeggen dat zij een belangrijke wetenschapspartner voor Einstein was en hem mogelijk hielp met zijn vooronderzoeken,. Er is ook een mogelijkheid dat ze in hun studententijd samen wetenschappelijke ideeën ontwikkelden. 
Aannemelijk is dat zij door hun gedeelde studententijd en latere huwelijk spraken over elkaars werk. Daarnaast ligt een deel van het debat over of Marić samenwerkte met Einstein gebaseerd op brieven van Einstein:
- De Amerikaanse natuurkundige en wetenschapsjournalist John Stachel wijst erop dat Einstein in zijn brieven spreekt over "onze" theorie en "ons" werk (in relatie tot de relativiteitstheorie). Deze brieven zijn geschreven rond 1905, het jaar waarin de relativiteitstheorie werd gepubliceerd. Stachel toont daarnaast dat Einstein een aantal keren "ons" gebruikt als hij spreekt over zijn en Marićs dissertaties, waarin ze hetzelfde onderwerp bespraken (experimenteel onderzoek naar hitteconductie)[11][12]. Stachel redeneert dat Einstein "ons" gebruikt voor algemene statements, terwijl hij zonder uitzondering "ik" en "mijn" gebruikt als hij refereert naar "specifieke" ideeën waaraan hij werkte: "the letters to Marić show Einstein referring to 'his' studies, 'his' work on the electrodynamics of moving bodies over a dozen times... as compared to 'one' reference to 'our' work on the problem of relative motion."[13]
- Stachel wijst daarnaast op het feit dat weinig van Marićs brieven zijn overgeleverd. In twee gevallen lijkt Marić geen direct antwoord te hebben gegeven op brieven waarin Einstein de relativiteitstheorie aansneed, en sprak in plaats daarvan over haar lessen aan de Polytechnische universiteit. Stachel schrijft: "In her case we have no published papers, no letters with a serious scientific content, either to Einstein nor to anyone else; nor any objective evidence of her supposed creative talents. We do not even have hearsay accounts of conversations she had with anyone else that have a specific, scientific content, let alone claiming to report her ideas."[14]

Een ander deel van het debat is gebaseerd op de interacties tussen Marić en Einstein: 
- Marićs broer en andere familieleden zijn getuige geweest van natuurkundige gesprekken tussen Einstein en Marić (toen ze nog getrouwd waren).[10]
- Hun eerste zoon, Hans Albert (1904), zei dat toen zijn moeder met Einstein trouwde in 1903 zij haar wetenschappelijke ambities niet langer kon nastreven.[15] Maar hij beschreef ook dat hun "wetenschappelijke samenwerking in stand bleef voor- en tijdens hun huwelijk, en dat hij zich herinnert hoe ze 's avonds aan dezelfde tafel werkten."[10][16]

Op grond van de discussie en het doorzoeken van de beschikbare bronnen concluderen de natuurkundigen en wetenschapshistorici John Pierce, Abraham Pais, Gerald Holton, Armin Hermann, Albrecht Fölsing en de wetenschapshistoricus Alberto A. Martinez dat er geen sprake kan zijn geweest van een grote betrokkenheid van Mileva Marić bij de ideeën van Einstein. Ze zou vooral een klankbord voor Einstein zijn geweest waarbij ze kritische vragen stelde over zijn ideeën, vergelijkbaar met de rol van Einsteins vriend en collega Michele Besso.

## Genius
In de televisieserie Genius (2017) werd de rol van Marić vervuld door de Engelse actrice Samantha Colley.